# Daa
Daa eller Daae var en dansk adelsätt. Den framträdde första gången i mitten av 1300-talet, ursprungligen i Sønderjylland, och kom hundra år senare till konungariket.
Till ätten hörde Claus Daa (född 1579, död 1641), som 1630 blev riksamiral, och hans son Oluf (född 1606), som 1648-1651 var räntmästare, känd för sin ytterligt aristokratiska hållning gentemot konung Fredrik III och sitt nära förhållande till systersonen Corfitz Ulfeldt, efter hvars fall han måste lämna landet. Hans son Claus (född 1640), blev bekant genom sitt tragiska öde: han blev nämligen skjuten 1678 på anstiftan av sin utsvävande hustru, Sofie Amalie Lindenov, Kristian IV:s dotterdotter.
Olufs yngre broder Valdemar (född 1616), gjorde slut på en stor förmögenhet genom guldmakeriförsök och dog utfattig 1691 i Viborg. Hans öde är motivet till H.C. Andersens vackra berättelse Vinden berättar om Valdemar Daa och hans döttrar. Med hans son Gregers Daa dog ätten ut. Som borgerlig släkt, härstammande från en son till honom utanför äktenskapet, lever den dock vidare.
Bland övriga medlemmar av släkten märks:
- Jørgen Daa
- Herluf Trolle Daa